# Thyreodon gabrieli
Thyreodon gabrieli är en stekelart som beskrevs av Fernandez Triana 2005. Thyreodon gabrieli ingår i släktet Thyreodon och familjen brokparasitsteklar. Inga underarter finns listade i Catalogue of Life.